# Florian Schneider
Florian Schneider-Esleben (7. dubna 1947, Düsseldorf – 21. dubna 2020) byl hráč na syntezátory a skladatel německé electro skupiny Kraftwerk. Byl synem německého architekta Paula Schneidera, který byl projektantem několika německých letišť.
Ve druhé polovině 60. let 20. století se Florian Schneider na düsseldorfské konzervatoři spřátelil s Ralfem Hütterem, se kterým a několika dalšími hudebníky založili skupinu Organisation. Roku 1970 skupina vydala své jediné album Tone Float a brzy poté se rozpadla. Ralf a Florian založili svou skupinu Kraftwerk, v rámci které se proslavili.

## Profesionální život
Spolu s Ralfem Hütterem se stali jádrem a mozkem skupiny Kraftwerk, která významně přispěla k rozvoji elektronické hudby. Mnohé hudební styly a skupiny z Kraftwerk přímo i nepřímo vycházely. Jejich hudba (spolu s Tangerine Dream a Jeanem Michellem Jarre) dala impuls k odstartování elektronické revoluce v populární hudbě na počátku 80. let (Depeche Mode, OMD, Human League, Duran Duran a mnoho dalších). Tvorba Kraftwerk v nezanedbatelné míře určila, kterým směrem se bude ubírat vývoj žánrů jako jsou techno, house, hip-hop, ambient a electro.

## Osobní život
David Bowie věnoval na svém albu Heroes jako poctu Florianovi skladbu V-2 Schneider.
Florian Schneider žil v Meerbusch-Büderich nedaleko Düsseldorfu a měl dceru Lisu, která se narodila na počátku 90. let.

## Odchod z Kraftwerk
Na jaře 2008 nebyl Florian zařazen na koncertní tour, na jehož místo přišel video technik Stefan Pfaffe. Situace kolem Schneiderovy nepřítomnosti nebyla dlouho vyřešena. Nakonec bylo v listopadu téhož roku zveřejněno prohlášení, že Florian opustil skupinu po téměř 40 letech. Nadále pracoval na jiných hudebních projektech (např. ATOMTM německého hudebníka Uwe Schmidta, známějšího jako Señor Coconut).
Florian Schneider-Esleben zemřel 21. dubna 2020 na rakovinu, informace se však dostala na veřejnost až 5. května. Pohřeb se konal v úzkém rodinném kruhu 7. května 2020.